# Brunilde Sismondo Ridgway
Brunilde Maria Sismondo Ridgway, geborene Sismondo (geboren 1929 in Chieti; gestorben am 19. Oktober 2024 in Haverford, Pennsylvania), war eine italienisch-US-amerikanische Klassische Archäologin.

## Leben
Brunilde Sismondo Ridgway war die Tochter von Giuseppe G. Sismondo und Maria Sismondo, geborene Lombardo. Als Kind lebte sie zunächst in Sizilien, während des Zweiten Weltkriegs in Äthiopien, wo ihr Vater als Offizier stationiert war. Nachdem ihr Vater als Kriegsgefangener in Kenia interniert worden war, arbeitete sie als Telefonistin im Polizeihauptquartier im eritreischen Asmara. Hier erwarb sie ihre Englischkenntnisse.
Nach dem Krieg kehrte sie nach Italien zurück, machte ihr Abitur und besuchte die Universität Messina, an der sie 1953 einen Abschluss in Klassischen Altertumswissenschaften erhielt. Ein Stipendium des Bryn Mawr College ermöglichte es ihr im selben Jahr noch, bei Rhys Carpenter das Studium der Klassischen Archäologie aufzunehmen, das sie 1954 als Magister Artium abschloss. Von 1955 bis 1957 setzte sie ihr Studium an der American School of Classical Studies at Athens fort, 1958 wurde sie promoviert. Im selben Jahr heiratete sie Pete Ridgway und nahm dessen Namen an. Das Ehepaar hatte vier Söhne.
Bereits seit 1957 führte sie Lehrveranstaltungen am Bryn Mawr College durch und setzte dies bis 1960 fort, als sie am Hollins College in Virginia eine Juniorprofessur antrat. Nur ein Jahr später kehrte sie in gleicher Position nach Bryn Mawr zurück und blieb dort bis zu ihrem Ruhestand. 1963 nahm sie die US-amerikanische Staatsbürgerschaft an. 1967 wurde sie außerordentliche Professorin in Bryn Mawr und leitete die Sommerakademie der American School of Classical Studies at Athens. Die beiden folgenden Jahre forschte sie als Mitglied am Institute for Advanced Study in Princeton. 1970 erfolgte die Ernennung zur ordentlichen Professorin, zugleich erschien ihre erste Monographie über den Strengen Stil in der griechischen Plastik. 1977 wurde sie Rhys Carpenter-Professorin für Klassische und Vorderasiatische Archäologie und sie veröffentlichte ihre zweite Monographie zur griechischen Plastik, diesmal der archaischen Zeit gewidmet.
Nach einer Gastprofessur an der Universität Pittsburgh im Jahr 1978 erschien 1981 ihre dritte, nun die Skulpturenstile des 5. Jahrhunderts v. Chr. abhandelnde Monographie. 1986 eröffnete sie mit einem Essay im Art Bulletin die Diskussion um den Stand der archäologischen Wissenschaft. Sie distanzierte sich vehement von den schöngeistigen Ansätzen der kunstgeschichtlichen Archäologie, für die es nur hinreißende Objekte oder „Meisterwerke“ gab und die sich allein den ästhetisch ansprechenden Dingen zuwandte. Sie traf zu gleichen Teilen auf Zustimmung und Ablehnung. 1986 plädierte sie in der wissenschaftlichen Auseinandersetzung um die Echtheit des Getty-Kouros, den das J. Paul Getty Museum für 7.000.000 $ erworben hatte, für dessen Echtheit, änderte aber ihre Meinung, als weitere Fälschungen auf den Markt kamen. 1988 erhielt sie vom Archaeological Institute of America die Goldmedaille für ihre Leistungen. Im Jahr 1994 wurde sie emeritiert, übernahm aber für das Jahr 1996/97 noch die Sather-Professur an der Universität Kalifornien in Berkeley und publizierte auch in den folgenden Jahren weiterer Monographien zur griechischen Plastik. Ihr letztes Werk erschien 2004: Second Chance: Greek Sculptural Studies Revisited.
Neben ihren eigenen Forschungen und Lehrverpflichtungen – sie führte 36 Studenten zur Promotion – war sie acht Jahre lang Hauptherausgeberin des American Journal of Archaeology. Als Gegnerin jeder Art von undurchsichtigem Kunsthandel gelang es ihr in dieser Zeit, keinen Artikel erscheinen zu lassen, dessen Gegenstand Objekt diesbezüglicher Spekulationen war.

## Mitgliedschaften (Auswahl)
- Archaeological Institute of America, 1957
- Deutsches Archäologisches Institut, 1967
- Associazione Internazionale di Archeologia Classica, 1972
- American Philosophical Society, 1993
- Society for the Promotion of Hellenic Studies, 1997

## Publikationen (Auswahl)
- Observations on Style and Chronology of Some Archaic Sculptures. Bryn Mawr PA 1958, (Bryn Mawr PA, Bryn Mawr College, Dissertation, 1958).
- The Severe Style in Greek Sculpture. Princeton University Press, Princeton NJ 1970.
- The Archaic Style in Greek Sculpture. Princeton University Press, Princeton NJ 1977, ISBN 0-691-03920-8.
- Fifth Century Styles in Greek Sculpture. Princeton University Press, Princeton NJ 1981, ISBN 0-691-03965-8.
- Roman copies of Greek sculpture. The problem of the originals (= Jerome Lectures. 15). University of Michigan Press, Ann Arbor MI 1984, ISBN 0-472-10038-6.
- Hellenistic sculpture. 3 Bände. University of Wisconsin Press, Madison WI u. a. 1990–2002;
  - Band 1: The Styles of ca. 331–200 B.C. 1990, ISBN 0-299-11820-7 (auch: Bristol Classical Press, Bristol 1990, ISBN 1-85399-111-2);
  - Band 2: The styles of ca. 200–100 B.C. 2000, ISBN 0-299-16710-0;
  - Band 3: The styles of ca. 100–31 B.C. 2002, ISBN 0-299-17710-6.
- Fourth-century styles in Greek sculpture. University of Wisconsin Press, Madison WI 1997, ISBN 0-299-15470-X.
- Prayers in Stone. Greek Architectural Sculpture (Ca. 600–100 B.C.E.) (= Sather Classical Lectures. 63). University of California Press, Berkeley CA u. a. 1999, ISBN 0-520-21556-7.
- Second Chance. Greek Sculptural Studies Revisited. Pindar Press, London 2004, ISBN 1-899828-89-3.